# 獣の条件
『獣の条件』（けもののじょうけん）は、高口里純による日本の漫画作品。『漫'sプレイボーイ』（集英社）に1話目が掲載され、2話目以降は携帯コミックサイトに描き下ろし配信で連載された。単行本はケータイ週プレCOMICから全1巻発売されている。
背景以外は筆ペンで描かれている。

## あらすじ
上京したての女優志望者、稲村まどかは絶品のボディラインを持っている。その頃、人気女優・桜田アリサの裸の濡れ場シーンがあることで話題の映画『獣の条件』の撮影が始められようとしていた。しかし桜田アリサは裸になることを拒否する。稲村まどかは映画『獣の条件』の端役のオーディションを受けたが、手違いで桜田アリサのボディスタントを務めることになる。稲村まどかの女優業とキャバクラ業とを往復する生活が始まり、稲村まどかの裸体が男達の注目を集め、対抗する女達の成長を促してゆく。

## 登場人物
稲村 まどか（いなむら まどか）
- 芸名 - MADOKA
- キャバクラでの源氏名 - マジョリカ

女優を志望し上京した18歳。処女。性的に未熟。絶品のプロポーションをしている。地味な顔のブスだが、時代は個性だと奮起し、いつか舞台で『リア王』のコーディリア役を演じたいと夢見ている。実直な性格で、何事にも真正面から向き合い、体験から素直な感情を得て成長する。
桜田アリサ主演映画『獣の条件』で、桜田アリサが演じる役の妹役のオーディションに応募する。オーディション用の写真を撮る際、間違って下着姿の体を撮り、その写真でオーディションに応募してしまう。それが神取サチの目に止まり、映画『獣の条件』で桜田アリサの濡れ場シーンのボディスタントとして起用される。
自分がボディスタントの仕事をさせられる事を教えられないまま、裸のスチール写真が撮られ、その写真が映画『獣の条件』のポスターに使われる。そして突然、桜田アリサのボディスタントが自分の仕事だと知らされ、新見剣との濡れ場シーンの撮影が行われる。新見剣に「素人なんだから、されるがままになるしかない」と言われ、新見剣のリードでベッドシーンが撮られ、まどかは何の演技も出来なかったことを後悔する。
その後、一人での抜き撮りが行われるが、二人でのベッドシーンよりも遥かに羞恥を感じる。しかし、神取サチに「MADOKAの体は一流。皆に体を見せつけてやりなさい」と助言され、抜き撮り終え、新見剣に「雰囲気が変わった」と思わせる。
ボディスタントの仕事をしつつ、生活費を稼ぐために、街でスカウトされたコスプレキャバクラ「魔女子倶楽部」でアルバイトする。仮面を付けコスプレのビキニ衣装を着ると、男好きのする姿に変貌。お酒の作り方も知らなかったほど、キャバクラの仕事について無知だったが、客達の視線を集める。だが、客との会話が上手くいかず、客から嫌がらせを受ける。キャバクラ嬢としては宝の持ち腐れの段階。
浜中（はまなか）
稲村まどかの高校時代の先輩。まどかの上京以前、浜中が『リア王』の台本を書き、コーディリア役のまどかの演技を褒めた。
あーちゃん
稲村まどかの高校時代からの友人。まどかの取り柄は体だけだと散々念を押す。大学進学で上京して来る。

### 芸能界関係者
神取 サチ（かんどり サチ）
桜田アリサが所属している「ラピスラズリ・プロダクション」のチーフマネージャー。稲村まどかのボディラインが逸品であることを見抜き、MADOKAと芸名を付け事務所に所属させ、桜田アリサのボディスタントにする。映画『獣の条件』での、新見剣とMADOKAとの濡れ場シーンの撮影で、咲坂直樹による「デク人形にしては、そつが無かった」との感想に、「デク人形で十分上出来」だとMADOKAを評価する。そしてMADOKAの一人の抜き撮りが行われた現場で、MADOKAが裸になることを躊躇った時、「MADOKAの体は一流。皆に体を見せつけてやりなさい」と助言する。
桜田アリサに対しては「顔だけで渡れるほど芸能界は甘くない。一皮むけないとお払い箱。女としても正念場」との意見を持っている。MADOKAのスチール写真を、桜田アリサのマネージャーに「アリサが見たかったら見せてやれ」と預けていた。
桜田 アリサ（さくらだ アリサ）
若手女優。女優として一皮むけるかどうかの境目にある。主演映画『獣の条件』の濡れ場シーンで裸になるのを嫌がり「そんな映画には出ない」と駄々をこねる。しかし映画『獣の条件』のポスターで、ボディスタント・MADOKAの裸体を見てから、MADOKAを意識し苛つき始める。下着を付けての濡れ場シーンのリハーサル中、新見剣にMADOKAの体と比べられ、マネージャーの持っていたMADOKAのスチール写真を見て「自分の体の方が数十倍きれい」と切れる。そして下着を取り、全裸で撮影に挑んだ。
胡桃谷 豪（くるみたに ごう）
桜田アリサのマネージャー。
国立 健人（くにたち けんと）
桜田アリサの付き人。
咲坂 直樹（さきさか なおき）
MADOKAのマネージャー。
後藤田 継年（ごとうだ）
映画『獣の条件』の監督。神取サチに「MADOKAに厳しい指導をお願いします」と挨拶に来られ、「素人に毛の生えた程度が結構怖い」と呟く。下着を付けた桜田アリサの濡れ場シーンの撮影現場で、「女優なら意地がでる。脱がせてしまえ」と助監督の橋本に指示する。
橋本（はしもと）
映画『獣の条件』の助監督。監督・後藤田からの提案で、濡れ場シーンを桜田アリサの全裸での撮影に持って行こうと新見剣に入れ知恵し、桜田アリサが全裸で演技したくなるように新見剣と画策する。
新見 剣（にいみ けん）
人気若手俳優。映画『獣の条件』で桜田アリサとの濡れ場を演じる。桜田アリサのボディスタントであるMADOKAとの濡れ場シーンの撮影で、MADOKAの体の心地よい肌質に、男である以上反応せざるを得ないと演技に身が入る。
宝野（ほうの）
新見剣のマネージャー。

### キャバクラ関係者
タク
キャバクラ嬢専門スカウトマン。その界隈では有名。稲村まどかを見掛け、顔を見て一旦スカウトを諦めるが、体を捨てがたく思い、やはりスカウトする。半月後、マジョリカとは気付かず再びスカウトの声をかけてしまう。マジョリカには声をかけずにはいられない雰囲気があると感じる。
キャバクラのマネージャー
コスプレキャバクラ「魔女子倶楽部」のマネージャー。マジョリカのプロポーションは認めているが、本人が変わらないとキャバクラ嬢としては只の熱帯魚で終わると予想する。客から嫌がらせを受けたマジョリカを見ても、「いいキャストは客が育てることもある。嫌がらせも肥やしに出来るかどうかは本人次第」と放置。
石川（いしかわ）
「魔女子倶楽部」男店員。
マリン
「魔女子倶楽部」No.1キャスト。女子アナ志望だったが、キャバクラ嬢が天職だと仕事に精を出している。タクのスカウトで店にいる。客あしらいが上手い。マジョリカのプロポーションと、二度もタクにスカウトの声をかけられたこととで対抗意識を持つ。マジョリカが客に嫌がらせを受けた時、「タクに見込まれたくせに、あんなみっともない真似、二度とするな」と叱る。
かりん
飛び込みで「魔女子倶楽部」のキャバクラ嬢をしている。マジョリカが初めて店に来た時に化粧を手伝って以来、よく声を掛け合う。

## 単行本
- 高口里純『獣の条件』集英社〈ケータイ週プレCOMIC〉、2010年10月20日発売、ISBN 978-4-087-82347-9